# Intasat
INTASAT— искусственный спутник Земли, впервые изготовленный в Испании. Аппарат представлял собой радиомаяк и служил для изучения ионосферы Земли и распространения радиоволн. INTASAT был запущен 15 ноября 1974 года с космодрома Ванденберг с помощью ракеты-носителя Дельта.

## Конструкция
Спутник представляет собой небольшую 12-стороннюю призму шириной 44,2 см и высотой 41 см. Вдоль оси вращения располагаются антенны длиной 175 см в обе стороны. Ещё четыре телеметрические антенны длиной 49 см вытянуты по диагонали наружу.
16-вольтовая система питания работала от 12 никель-кадмиевых аккумуляторах и солнечных батареях, расположенных на боковых гранях спутника.
Ориентация аппарата производилась с помощью магнитных систем.

## История
Идея запустить испанский спутник возникла в испанском национальном институте аэрокосмической техники на волне к подготовке посадки Аполлон 11 на Луне в 1968 году.
В августе 1971 года проект спутника был одобрен Советом министров и были заключены контракты с различными иностранными организациями.
В 1972 году принято решение о самостоятельной сборке и тестировании спутника.
Аппарат был запущен в 1974 году вместе с американскими спутниками NOAA-4 и AMSAT-OSCAR 7. После запуска аппарат вышел на солнечно-синхронную орбиту с высотой перигелия 1457 км эксцентриситетом 0,00108, наклоном 101° и периодом 101,7 минут. Пересечение спутником экватора первоначально происходило в полдень и полночь по местному времени.
Радиопередатчик был запущен таймером через 2 часа после выхода на орбиту.
Через 2 недели была отключена система магнитной ориентации.
Через два года, также по таймеру были отключены остальные системы спутника.
Следующий испанский спутник MiniSat-01 был запущен в марте 2002 года.

## Эксперименты
В около 40 наземных наблюдательных пунктах из 21 стран мира принимали радиосигнал с борта спутника. Двухчастотный передатчик испускал поляризованные, стабильные и немодулированные сигналы при минимальном уровне мощности 200 мВт частотой 40,0100 и 40,01025 МГц. По отклонениям частоты от стандартной проводилось изучения ионосферы, концентрацию электронов вдоль пути распространения радиоволн от спутника и её отклонения.